# Puente de Alcolea (Córdoba)
El puente de Alcolea es un puente sobre el río Guadalquivir situado en Córdoba (España). El río  siendo el puente de Alcolea el primero que atraviesan sus aguas.

## Historia
Fue mandado construir en el reinado de Carlos III, entre 1785 y 1792, con 20 ojos y 340 metros. En el que se desarrollaron dos importantes batallas:
- Batalla del puente de Alcolea (1808): El 7 de junio de 1808, en plena guerra contra los franceses, los voluntarios al mando de D. Pedro de Echavarri sufrieron una estrepitosa derrota que derivó en el Saqueo de Córdoba por parte de los franceses durante la Guerra de la Independencia Española.

- Batalla del puente de Alcolea (1868): El 28 de septiembre de 1868 se produjo la batalla en la que el Duque de la Torre, Francisco Serrano, con los generales Caballero de Rodas, Izquierdo y Rey, derrotaron a las tropas fieles a Isabel II mandadas por el general Marqués de Novaliches, que resultó herido en la mandíbula, por lo que se acuñó la cancioncilla popular cuya letra decía:

El general Novaliches
en Córdoba quiso entrar
y en el puente de Alcolea
le volaron las "quijás"...